# Vladislav Koval
Vladislav Koval (* 3. září 1965 Ostrava) je bývalý český politik, pedagog, ekonom a podnikatel.

## Osobní život
Vystudoval Gymnázium Mikuláše Koperníka v Bílovci a Pedagogickou fakultu v Ostravě. Při zaměstnání vystudoval Vysokou školu báňskou.
Pracoval jako učitel na různých typech škol, jako manažer splátkového prodeje První družstevní obchodní s.r.o. a jako finanční a obchodní ředitel společnosti AGRO-EKO spol. s r.o. Působil jako volební manažer Strany zelených v Ostravě. V roce 2013 byl hlavním manažerem politického hnutí ANO. Od roku 2014 až do odvolání v lednu 2015 pracoval jako ředitel odboru hospodářských služeb na Ministerstvu pro místní rozvoj a byl členem Řídícího výboru Českých drah.
Od roku 1984 pořádal v Dolní Lhotě u Ostravy hudební akce, koncerty, karnevaly. V roce 1998 založil první český world-music festival Dolnolhotský buben. V letech 2000–2005 byl majitelem hudebního klub Boomerang (Stodolní ulice v Ostravě). Byl spoluzakladatelem a prvním ředitelem festivalu Colours of Ostrava.

## Politické působení
V komunálních volbách v roce 2006 byl ještě za Stranu zelených zvolen do Zastupitelstva Městského obvodu Ostrava-Vítkovice. Funkci zastával jedno volební období. V letech 2006 až 2009 zastával funkci předsedy Strany zelených v Moravskoslezském kraji.
Kvůli nesouhlasu se směřováním Strany zelených pod vedením Martina Bursíka stranu opustil. Spoluzaložil Demokratickou stranu zelených, které od března do října 2009 předsedal.
V lednu 2013 se stal členem hnutí ANO a pracoval zde jako hlavní manažer. Vybudoval stranickou a organizační strukturu hnutí a vedl tým, který dosáhl volebního úspěchu ve volbách do PSP ČR v roce 2013. V komunálních volbách v roce 2014 byl za toto hnutí zvolen do Zastupitelstva města Ostravy i do Zastupitelstva Městského obvodu Ostrava-Jih.
V roce 2015 mu soud udělil tříletý podmínečný trest za korupci, pětiletý zákaz činnosti ve vedoucích funkcích veřejné správy a současně ještě peněžitý trest ve výši 30 tisíc korun českých. Koval si totiž – když ještě byl členem hnutí ANO – řekl o úplatek údajně ve snaze, aby sám rozkryl korupční jednání.

## Po odchodu z politiky
Počátkem roku 2015 se rozhodl rezignovat na oba své zastupitelské mandáty a ukončil své členství v politickém hnutí ANO. Od roku 2016 pracuje jako projektový manažer a zaměřuje se na projekty spojené se vzděláváním. Stal se pořadatelem a spoluzakladatelem bajkerského závodu Dolnolhotský Bajk.[zdroj?]